# Kalapácsfejű tyúk

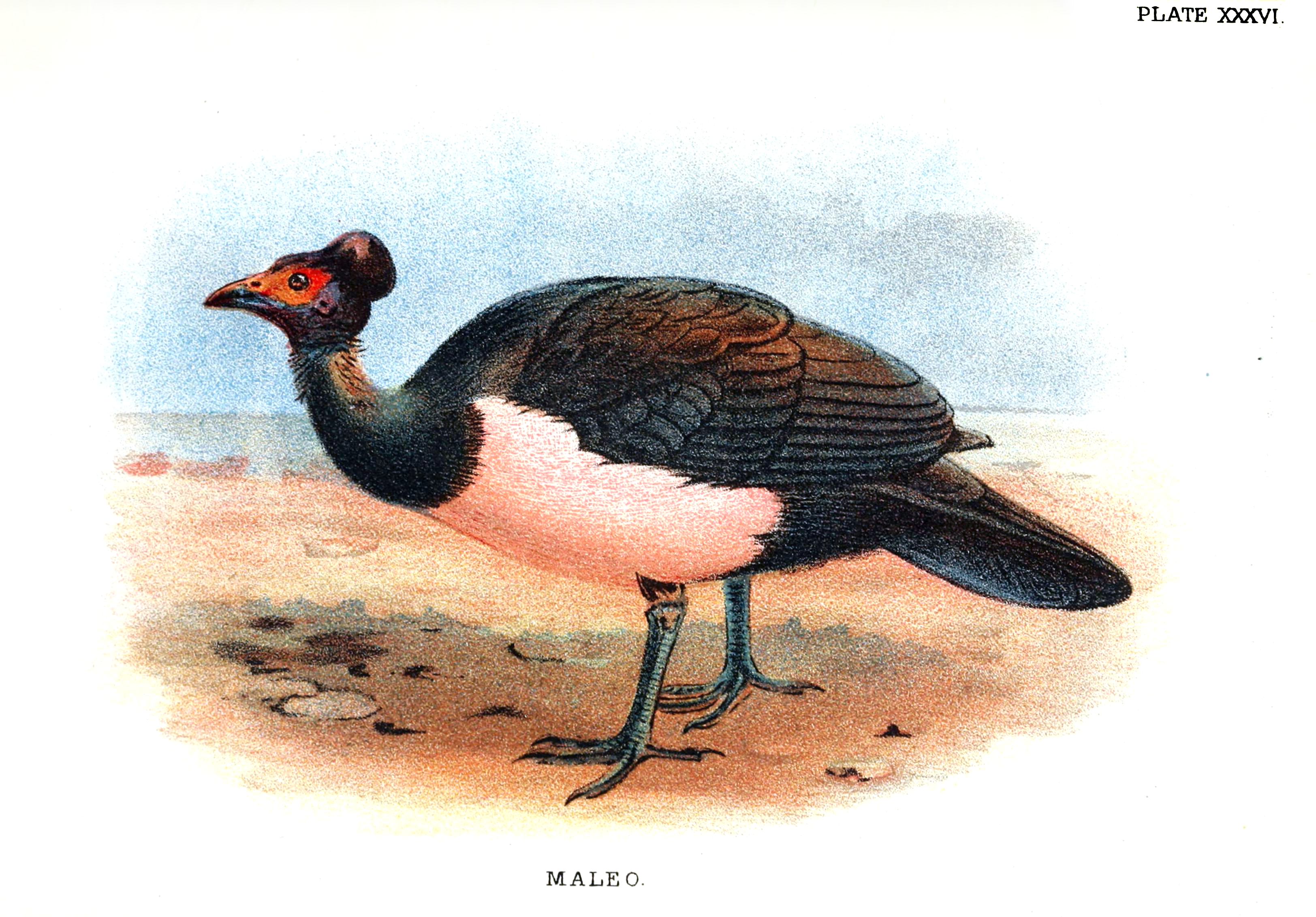
Egy régi ábrázolás a fajról

A kalapácsfejű tyúk (Macrocephalon maleo) a madarak osztályának tyúkalakúak (Galliformes) rendjébe és az ásótyúkfélék (Megapodiidae) családjába tartozó Macrocephalon nem egyetlen faja.

## Előfordulása
A Kalapácsfejű tyúk az Indonéziához tartozó Celebesz szigetén őshonos. A sziget síkvidéki és hegyi esőerdeiben egyaránt előfordul.

## Megjelenése
Testhossza 55 centiméter. Testének java része fekete, hasa azonban világos színű. Arca toll nélküli, csupasz és sárgás színű. Jellemző bélyege, melyről nevét is kapta a fején levő kék vagy fekete bőrkinövés, melytől feje kalapács alakúnak néz ki. Csőre narancssárgás. A két ivar megjelenése nagyon hasonló, a tojó valamivel kisebb, mint  a kakas és tollazata némileg fakóbb.

## Életmódja
Monogám párkapcsolatban élő faj. A pár életük végéig együtt marad. Inkább mag- és virágevő, de elfogyasztja a rovarokat és kisebb gyíkokat is.

## Szaporodása
A madarak a költési időszakban elhagyják erdei otthonukat és levonulnak a tengerpartra. Ott olyan nemzedékek óta használt szaporodótelepekre vonulnak, ahol állandó a napsütés vagy a terület alatt aktív vulkáni tevékenység zajlik. Itt a tojók minden egyes tojásukat külön-külön lyukba helyezik és azok kiköltését a Nap melegére vagy a föld alatt dolgozó láva melegítő tevékenységére bízzák. Tojása sokkal nagyobb, mint egy tyúktojás, bár a madár nagyjából házityúkméretű. A nagy tojásban sokkal több tápanyag van, amire később szüksége is lesz a kikelő csibéknek. A tojásrakást követően a tojók a hímekkel együtt, melyek őrködtek a tojásrakás ideje alatt, visszatérnek esőerdei otthonukba. A kikelő fiókáknak önállóan kell kiásni magukat a föld alól. A kikelt fiókák kiássák magukat a fészekből, melyből kifejlett tollazattal jönnek elő és szüleikkel nem is találkozva, azonnal önálló életet kezdenek. A kikelést követően igen hamar röpképesek is lesznek.
A kalapácsfejű tyúk nagyszerűen alkalmazkodott az otthonában zajló vulkanikus tevékenységhez, így lényegesen leegyszerűsítette azt a bonyolult feladatot, amit a rokon fajok, így a talegallatyúk és a homoki lábastyúk is alkalmaz. Azokkal ellentétben a kalapácsfejű tyúk kakasának nem kell költődombot építenie és hónapokig gondozni azt, hogy állandóan megfelelő legyen a hőmérséklet. A kakas feladata mindössze annyi, hogy ügyel a tojó biztonságára, amíg az lerakja tojásait.

## Természetvédelmi helyzete
A kalapácsfejű tyúkot az indonéz hatóságok 1972-ben védett fajjá nyilvánították. Állományai jelentősen csökkentek elsősorban az élőhelyüket jelentő esőerdők irtása és a vadászat miatt. Mivel a madarak viszonylag kisszámú alkalmas szaporodótelepre járnak tojni és ott olykor nagyszámú tojó rak le tojásokat, korábban igen komoly volt a helyi lakosok tojásgyűjtő tevékenysége, mellyel komoly károkat okoztak. A föld alatt levő tojásokra sokféle ragadozó is rájár. A frissen kikelt csibéknek is nagy hányada lesz valamilyen ragadozó áldozata. Mindezen tényezők együttes hatása miatt csökkent le nagyon a faj állománya. A Természetvédelmi Világszövetség Vörös Listáján a "veszélyeztetett" kategóriában van a faj és szerepel a vadon élő állatok kereskedelmét szabályozó CITES egyes függelékében is.

## Fordítás
Ez a szócikk részben vagy egészben  a   Hammerhuhn című német Wikipédia-szócikk ezen változatának fordításán alapul.  Az eredeti cikk szerkesztőit annak laptörténete sorolja fel. Ez a jelzés csupán a megfogalmazás eredetét és a szerzői jogokat jelzi, nem szolgál a cikkben szereplő információk forrásmegjelöléseként.